# Skader Sogn
Skader Sogn er et sogn i Syddjurs Provsti (Århus Stift).
I 1800-tallet var Skader Sogn og Halling Sogn annekser til Søby Sogn. Halling Sogn hørte til Galten Herred, de andre 2 til Sønderhald Herred, begge i Randers Amt. Skader Sogn tilhørte Søby-Skader-Halling Kommune fra 1842 til 1970. Kommunen blev ved kommunalreformen i 1970 indlemmet i Rosenholm Kommune, som ved strukturreformen i 2007 indgik i Syddjurs Kommune.
I Skader Sogn ligger Skader Kirke.
I sognet findes følgende autoriserede stednavne:
- Knagstrup (bebyggelse)
- Skader (bebyggelse, ejerlav)
- Skader Å (vandareal)
- Østrup (bebyggelse)